# Topolog (gmina)
Topolog – gmina w Rumunii, w okręgu Tulcza. Obejmuje miejscowości Calfa, Cerbu, Făgărașu Nou, Luminița, Măgurele, Sâmbăta Nouă i Topolog. W 2011 roku liczyła 4698 mieszkańców. 